# Sergei von Glasenapp

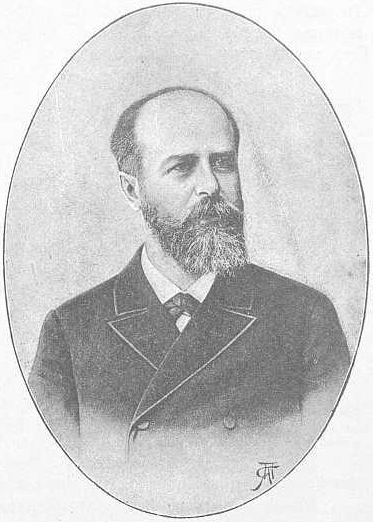
Sergei von Glasenapp

Wappen der Familie von Glasenapp

Sergei von Glasenapp, in Russland Sergei Pawlowitsch Glasenapp genannt (russisch Сергей Павлович Глазенап; * 13.jul. / 25. September 1848greg. in Alfimenje bei Wyschni Wolotschok, Gouvernement Twer; † 12. April 1937 in Leningrad), war ordentlicher Professor der Astronomie an der Universität Sankt Petersburg, Direktor der dortigen Universitäts-Sternwarte und kaiserlich russischer Wirklicher Staatsrat.
Er war einer der Gründer und langjähriger Vorsitzender der russischen Astronomenvereinigung und Ehrenmitglied der kaiserlich russischen, später sowjetischen Akademie der Wissenschaften.

## Familie
Sergei von Glasenapp entstammte dem pommerschen Adelsgeschlecht Glasenapp.
Er heiratete 1886 in St. Petersburg Tatjana Wassiljewa (* 1. Januar 1864 am Aralsee; † nach 1937), aus russischem Adel, Tochter des kaiserlich russischen Militärarztes und Wirklichen Staatsrats Sachar Wassiljew und der Adoptivtochter der Olga Nikolajewna Butakow, geborene Besobrasow.

## Leben
Glasenapp studierte bis 1870 an der St. Petersburger Universität; es folgten Studienaufenthalte von 1870 bis 1878 in Pulkowo und Deutschland. Seit 1877 arbeitete er an der Universität in St. Petersburg, von 1885 bis 1924 als Professor.
1881 wurde auf Glasenapps Initiative und unter seiner Leitung die Petersburger Universitäts-Sternwarte gebaut.
Im Mai 1892 wurde Glasenapp von Georgi Alexandrowitsch Romanow, Sohn des Zaren Alexander III. nach Abastumani (Georgien) eingeladen, der sich dort zur Ausheilung einer Tuberkulose aufhielt. Der Zarensohn, der sich seit frühester Jugend für die Astronomie interessierte, bat Glasenapp einen geeigneten Ort zur Beobachtung von Sternen zu finden, wo George Alexandrowitsch dann auf dem Berg Kanobili auf einer Höhe von ca. 1600 m das erste astronomische Bergobservatorium des Russischen Kaiserreichs errichten ließ, zuerst Georgi- und später Glasenapp-Turm genannt. 

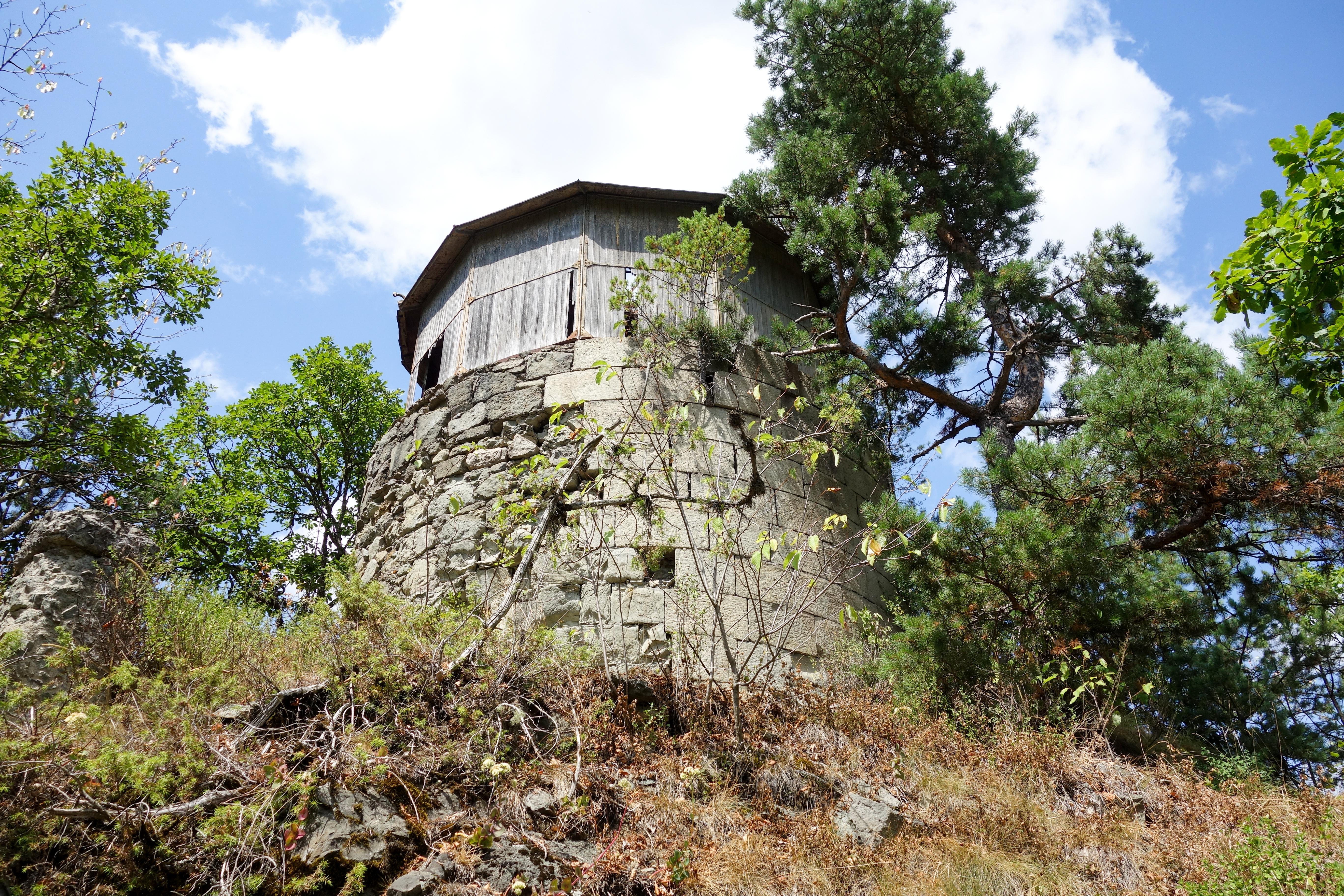
Glasenapp-Turm

Glasenapp erforschte u. a. die Bewegung der Jupitermonde, die Umlaufbahnen von Doppelsternen und veränderlichen Sternen und die Lichtbrechung in der Erdatmosphäre. In späteren Jahren beschäftigte er sich mit geodätischen Methoden zur Erschließung von Erdölquellen.

## Ehrungen und Auszeichnungen
1920 wurde er zum Ehrenmitglied der sowjetischen Akademie der Wissenschaften ernannt, 1930 erhielt er die Auszeichnung Held der Arbeit. Für seine Arbeiten zu Doppelsternen wurde er von der Pariser Akademie der Wissenschaften geehrt. Er war Mitglied der Sankt Petersburger Mathematischen Gesellschaft.
Nach ihm wurde 1970 der Mondkrater Glazenap und der Asteroid (857) Glasenappia benannt.